# Cofradía

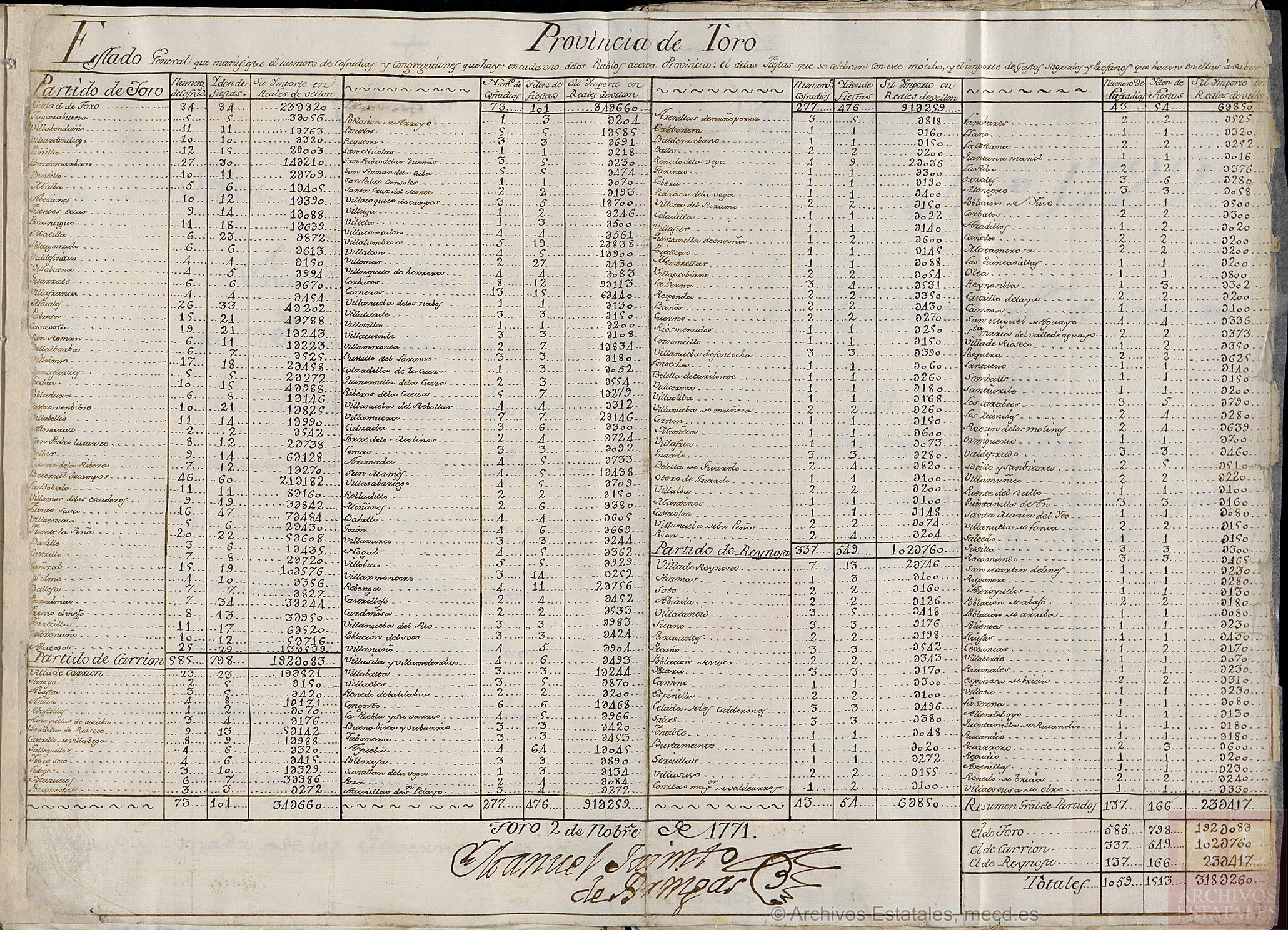
Listado de congregaciones, cofradías y hermandades de la provincia de Toro en 1771.

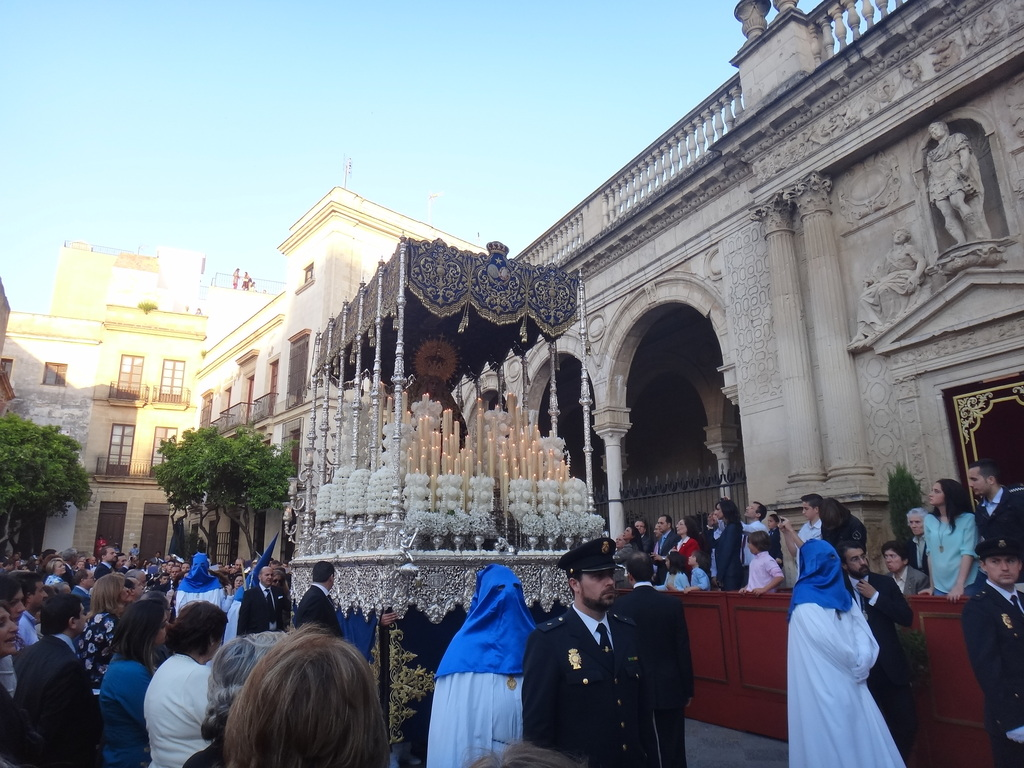
Procesión de la Virgen de la Estrella bajo palio por una calle de Jerez de la Frontera.

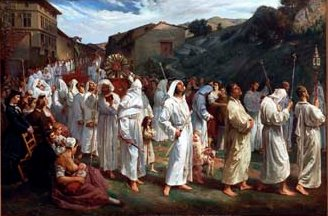
Procesión de la Cofradía de Penitentes Blancos de Aviñón, por Pierre Grivolas

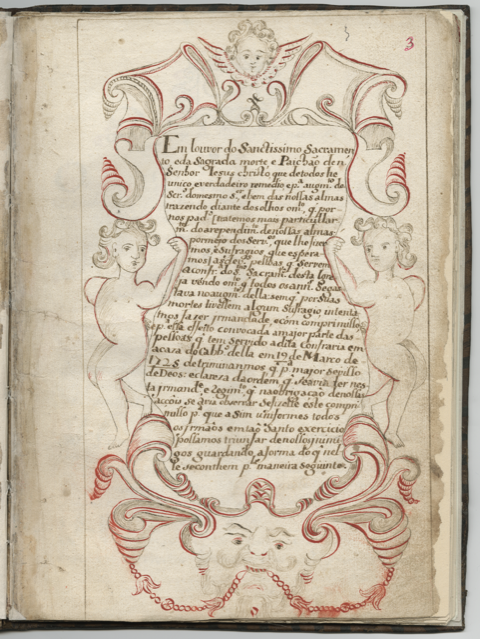
Estatutos de la Real y Venerable Hermandad del Santísimo Sacramento de Mafra, 1725.

Cofradía, como término general universal, designa diferentes tipos de agrupaciones, como hermandad, gremio, compañía, unión o reunión de individuos. En el ámbito cristiano y más en concreto de la Iglesia católica, cofradía designa diversos modos de asociación de fieles, pública o privada, establecida conforme a los cánones del Título V del Código de Derecho Canónico.
En el terreno pagano, se denominan cofradías a los grupos de brujos o brujas que pertenecen a una congregación y que se reúnen para celebrar sus fiestas, ritos o prácticas de culto. El término es usado especialmente por los llamados brujos blancos, tales como los wicanos (practicantes de Wicca) y, en general, por las religiones neopaganas de ascendencia celta.

## Cofradías católicas
Son aquellas que reúnen a los creyentes en torno a una advocación de Cristo, de la Virgen o de un santo, un momento de la Pasión o una reliquia, con fines piadosos, religiosos o asistenciales. De tal modo se podría hablar de hermandades sacramentales, cristológicas, marianas, santísticos, de ánimas, mixtas, pasionarias, etc. Pero de forma general, y al margen de lo establecido por el Derecho, se admiten, tradicionalmente, tres tipos de cofradías:
- Penitenciales, las que hacen pública estación de penitencia en Semana Santa. Jesús Luengo reserva la denominación de cofradía para las hermandades penitenciales.[6]
- Sacramentales, las que cultivan, como objetivo básico, la devoción y adoración hacia el Santísimo Sacramento.
- De Gloria, que es como se denomina, en algunas partes, a las hermandades que no encuadran en ninguno de los dos segmentos anteriores; normalmente, fomentan el culto a alguna advocación mariana o a algún santo.
- Patronales, aquellas hermandades cuyo titular ostenta el patronazgo de la ciudad en la que se erige (bien sea titular un santo o una advocación cristífera o mariana, de carácter pasionista o no).

Muchas cofradías suelen organizar una procesión, al menos una vez al año, bien solas o reunidas a otras cofradías.
El órgano plenario de la cofradía es el cabildo o asamblea general de todos los cofrades. El cabildo general es el encargado de elegir la Junta de Oficiales o de Gobierno, que es el órgano permanente de dirección de la cofradía, encabezado por su Presidente, Hermano Mayor o Padre Mayor.
Algunas diócesis disponen de un órgano superior que agrupa a las hermandades y cofradías diocesanas o de un municipio, y que toma diversos nombres dependiendo del lugar: Consejo General, Cabildo de Cofradías (Cabildo Superior), Federación, Agrupación, Unión, Junta Local, etc.
Según el Derecho ordinario, en una misma cofradía puede haber distintas clases de miembros, con diversa participación, obligaciones y privilegios diferentes.
En principio, cualquier cristiano puede formar parte de una cofradía, sin más trámite que conseguir la firma aval de algún hermano. Los nuevos miembros realizan un acto de admisión, que se denomina Jura de Reglas, en la cual el neófito estampa un ósculo en el Libro de Reglas y el Evangelio; acto en que renueva, afirma y jura su condición cristiana y, por supuesto, promete fidelidad y servicio a dicha Hermandad.

## Historia
En su origen, las cofradías fueron advocaciones con fines gremiales o institucionales que agrupaban sectores profesionales. Así, por ejemplo, en la Europa medieval la explotación, legislación y regulación de las representaciones teatrales dependían de cofradías (o gremios) creadas por reyes u obispos. Entre las más conocidas e importantes, se encontraban: «Cofrères de la Passion», en París; «Disciplinados de Jesucristo», en Umbria; «disciplinados de Santo Domingo», en Perusia, las cofradías de pintores flamencos o guildas y las cofradías teatrales españolas de la Pasión y la Soledad. También puede citarse en el Madrid del siglo XVII la cofradía de los «Esclavos del Santísimo Sacramento», entre cuyos cofrades estuvieron los más singulares poetas, dramaturgos y escritores del Siglo de Oro.

### Estructura
Su estructura más desarrollada cuenta con:
- Un Hermano Mayor, presidente de la hermandad, cargo supremo de la entidad al que se accede mediante elección
- Un Teniente de Hermano Mayor, encargado de suplir al Hno. Mayor si fuere necesario
- Uno, dos e incluso tres Mayordomos o Tesoreros, lleva la administración de la economía de la Hermandad
- Uno o dos Consiliarios o Fiscales, encargados de hacer cumplir las Reglas de la Hermandad
- Uno o dos Secretarios, se responsabilizan de escribir las actas de cabildos y comunicados oficiales, en nombre del Hermano Mayor
- Uno o dos Priostes, que montan, desmontan y cuidan todos los aspectos de decoración y cuidado de las imágenes y andas. Para vestir las imágenes, en ocasiones, son ellos quienes nombran a Camareros, que arropan las esculturas cristíferas y Camareras, que visten las efigies Marianas.
- Varios Diputados, entre los que se encuentran
  - el Diputado Mayor de Gobierno, encargado del control de la Cofradía en todos los cultos externos
  - el Diputado de Juventud y Relaciones Públicas, responsable del Grupo Joven y sus actividades y de las negociaciones con otras hermandades
  - el Diputado de Caridad, quien anima y lleva a cabo todas las actividades caritativas de la Hermandad
  - Diputado de Cultos, que se ocupa de llevar a cabo los cultos internos y, en ocasiones, es el encargado del grupo de acólitos de la Hermandad.
- Un Capillero (cuya ocupación es la de abrir y cerrar la sede de la Hermandad, cuidar y vigilar el edificio cuando es propio de la Cofradía). Suele ser un puesto remunerado.
- El resto de los Hermanos, dotados de voz y voto asambleario. Los hermanos participan en los cultos internos como fieles y en los cultos externos pueden participar de nazarenos, acólitos, costaleros o en Hermandades con Bandas propias, de músico.

Todos los cargos son renovados con periodicidad, normalmente cada cuatro años, con posibilidad de prórroga si la Junta de Gobierno y los Hermanos dan el visto bueno.
- Hermano de Honor era aquel individuo que, sin pertenecer formalmente a la hermandad, merecía esta distinción
- Hermano Mayor de Honor es el cargo vitalicio que recibía algún antiguo Hermano Mayor u otra persona en atención a los servicios prestados.

Si alguno de sus miembros pertenece a la dinastía reinante, en su nombre completo aparece el título de Real (la cual aparece en el escudo corporativo), en tanto que a la unión de hermandades bajo una misma advocación o a la congregación de mayor antigüedad puede intitularse Archicofradía.
La gestión de la cofradía se rige de manera colegiada mediante cabildos que, atendiendo al número de convocados, se califican en Generales (cuando concurren la totalidad de los hermanos) y de Oficiales (reservados para la Junta de Gobierno). Por la regularidad de su cadencia cabe distinguir entre asambleas ordinarias (celebradas normalmente una o dos veces al año) y extraordinarias (en número indeterminado, siempre que concurran circunstancias que lo exijan). Las autoridades espirituales impusieron la adopción de unos estatutos que regularon su vida interna, refrendando o corrigiendo las ordenanzas redactadas por sus rectores y aprobadas en cabildo general. Dicho documento se denomina "Reglas y Ordenanzas", más conocidas como las Reglas.
La identidad de la cofradía se reafirma el día de la festividad de su santo patrón y, sobre todo, con motivo de las procesiones del Corpus Christi, Semana Santa o Rogativas. Tales manifestaciones públicas de fervor se realizan siguiendo un itinerario acostumbrado, denominándose:
- Penitente o Nazareno al hermano que procesiona en Semana Santa revestido con el hábito penitencial y la cara normalmente cubierta por el antifaz.
- Acólito al seglar que ejercer tal función en la procesión, revestido litúrgicamente y cumpliendo funciones propias como llevar el cirial, o el incienso. Puede ser un hermano voluntario o bien un externo a la hermandad contratado por ella.
- Hermanos de carga, quienes portan las andas sobre su cerviz (costaleros) u hombros. Pueden ser hermanos o externos contratados.
- Músico acompaña al paso con la Banda de Música, las cuales pueden ser de Cornetas y Tambores, Agrupación Musical o Banda de Música (Filarmónica). Normalmente estas bandas son asociaciones externas a las hermandades y contratadas por ellas, aunque en algunos lugares de España son las propias hermandades las que forman bandas de cornetas entre sus hermanos.

Sus ingresos dependen, principalmente, de las cuotas de los hermanos. Su volumen de gastos depende de sus dimensiones devocionales, asistenciales y litúrgicas.